# Hephaestus roemeri
Hephaestus roemeri és una espècie de peix pertanyent a la família dels terapòntids.

## Descripció
- Pot arribar a fer 30 cm de llargària màxima.
- 11-12 espines i 12-14 radis tous a l'aleta dorsal i 3 espines i 9-10 radis tous a l'anal.[5][6]

## Hàbitat
És un peix d'aigua dolça, demersal i de clima tropical (4°S-8°S), el qual habita els grans rius tèrbols de les terres baixes.

## Distribució geogràfica
Es troba als rius Digul i Lorentz (Irian Jaya, Indonèsia) i Binge (Papua Nova Guinea).

## Observacions
És inofensiu per als humans.